# Ligne C1 du trolleybus de Lyon
La ligne C1 du trolleybus de Lyon est une ligne de bus à haut niveau de service (BHNS) du réseau TCL, exploitée par Keolis Lyon et mise en service le 12 octobre 2006.
Cette ligne de bus, presque intégralement en site propre, est destinée à faciliter les déplacements entre la Part-Dieu et le plateau nord. Pour ce faire, elle relie la gare de Lyon-Part-Dieu à la station de métro Cuire et dessert dix-huit stations sur près de huit kilomètres. Elle fait partie des vingt-cinq lignes majeures désignées sous la lettre « C » et qui composent les lignes principales du réseau routier de surface des TCL.

## Historique
En juin 2006, l'aménagement de la Cité internationale de Lyon, jouxtant le parc de la Tête d'Or, est achevé. Elle comprend de nombreux bureaux et logements, un cinéma UGC CinéCité, le musée d'art contemporain de Lyon, un centre de congrès, un hôtel Hilton ainsi que le casino Le Pharaon. Tout cela motive l'arrivée d'une ligne forte pour desservir rapidement autant le Parc de la Tête d'Or que la Cité internationale, permettant de la relier en 13 minutes à la gare de la Part-Dieu, la première d'Europe en termes de correspondances. La ligne C1 est inaugurée le 12 octobre 2006 en reprenant le parcours des lignes 41, reprenant une partie du tronçon non desservi de la ligne 47 et cette dernière, qui a désormais son terminus à Part-Dieu Vivier Merle.
Le 20 janvier 2011, la ligne est prolongée sur la commune de Caluire-et-Cuire et effectue désormais son terminus à Cuire, en correspondance avec le métro C.
Dès le 22 octobre 2018 et jusqu’au 20 juin 2022, la ligne est limitée à Part-Dieu - Jules Favre à la suite des travaux d'aménagement du quartier de la Part-Dieu.

## Tracé et stations

### Tracé
La ligne C1 relie, depuis le 20 janvier 2011, la station Gare Part-Dieu - Vivier Merle à la station Cuire en traversant Lyon et Caluire-et-Cuire, en desservant dix-huit stations dont sept en commun avec la ligne C2, pour une longueur totale de 8,4 km. Grâce à son tracé, la ligne C1 relie Caluire-et-Cuire à la gare de Lyon-Part-Dieu en moins d'une demi-heure en offrant des correspondances avec les lignes de métro B aux stations Brotteaux et Gare Part-Dieu - Vivier Merle et C à la station Cuire et aux lignes de tramway T1, T3, T4 et Rhônexpress de façon directe ou non à la station Gare Part-Dieu - Vivier Merle.

#### Itinéraire
La ligne part du boulevard Vivier-Merle entre le centre commercial régional de La Part-Dieu et la gare de Lyon-Part-Dieu en commun avec la ligne C2. Elle croise la ligne C3 au croisement avec le cours Lafayette puis s'engage sur le boulevard des Belges en empruntant des couloirs bus dans chaque sens et dessert l'ancienne gare des Brotteaux puis, tandis que la ligne C2 tourne à droite vers les Charpennes, la ligne C1 continue sur le boulevard en direction de l'entrée principal du parc de la Tête-d'Or, toujours via des couloirs de bus latéraux en desservant l'entrée Duquesne du parc, l'ancien muséum d'histoire naturelle, remplacé par le Musée des Confluences. Au carrefour avec la rue Garibaldi, la voie de bus direction Cuire continue tandis que celle direction Part-Dieu commence en réalité à cet endroit, là où la section du boulevard à double-sens pour les voitures se termine. Arrivé devant l'entrée du parc la ligne tourne à droite et s'engage dans un site propre limité à 30 km/h et partagé avec les lignes C4 et C5 qui dessert le siège d'Interpol, diverses entrée secondaire du parc, la Cité internationale, le Musée d'art contemporain et la Cité des congrès. C'est à ce moment-là que commence la section ouverte en 2011, en passant sous la ligne de chemin de fer desservant la gare de la Part-Dieu, puis en tournant à gauche en direction du pont Raymond-Poincaré franchissant le Rhône et de Caluire-et-Cuire, en commun à nouveau avec la ligne C2 et en commun avec la circulation automobile. Arrivé à Caluire, la ligne passe à proximité de l'ancienne gare de Lyon-Saint-Clair puis s'engage dans la montée des Soldats et son site propre à alternat de circulation puis arrive en haut à la place Maréchal-Foch. La ligne se sépare alors de la ligne C2 qui tourne à droite tandis que le C1 tourne à gauche et emprunte la rue Pasteur en sa totalité en desservant le quartier de Montessuy, le collège Charles Sénard puis arrivé au square Élie Vignal la ligne tourne à droite rue Baudrand puis à gauche pour rejoindre la voie réservée qui sert de terminus devant la station de métro Cuire et à proximité du dépôt du même nom.

#### Sites propre et voies réservées
La ligne ne circule pas intégralement en site propre mais utilise surtout des voies de bus voire circule au milieu de la circulation générale. Les sites propre de la ligne sont les suivants :
- Direction Part-Dieu, la ligne emprunte une petite partie de la plate-forme de la ligne de tramway T1 juste avant d'arriver au terminus ;
- Le site propre de la Cité internationale, aussi utilisé par les lignes C4 et C5 ;
- Le site propre de la montée des soldats, créé en 2003, aussi emprunté par les lignes C2, 9 et 70, qui fonctionne par alternat de circulation : le matin le site propre est utilisé dans le sens de la descente jusqu'à 13 h et à partir de 14 h dans le sens de la montée ;
- Au terminus à Cuire avec une courte section à sens unique servant à la montée et la descente des voyageurs.

Des couloirs bus sont présents principalement boulevard des Belges mais aussi rue Pasteur à Caluire-et-Cuire.

#### Ouvrages d'art
La ligne ne dispose pas d'ouvrages d'art remarquable.

### Liste des stations
|  |   |  | Stations                                | Communes desservies | Correspondances                                                                                 |
|  | - |  | --------------------------------------- | ------------------- | ----------------------------------------------------------------------------------------------- |
|  | ■ |  | Gare Part-Dieu - Vivier Merle           | Lyon 3e             | , TGV, TER Auvergne-Rhône-Alpes Correspondances à Gare Part-Dieu - Villette : , Cars Région X75 |
|  | • |  | Part-Dieu - Jules Favre                 | Lyon 6e             | ,                                                                                               |
|  | • |  | Brotteaux                               | Lyon 6e             | ,                                                                                               |
|  | • |  | Vitton - Belges                         | Lyon 6e             | Bus en mode C · Ligne C6                                                                        |
|  | • |  | Parc Tête d'Or - Duquesne               | Lyon 6e             | ,                                                                                               |
|  | • |  | Muséum                                  | Lyon 6e             | Bus TCL · Ligne 38                                                                              |
|  | • |  | Parc Tête d'Or - Churchill              | Lyon 6e             | , Cars Région A32 A71                                                                           |
|  | • |  | Interpol                                | Lyon 6e             | , Cars Région A32 A71                                                                           |
|  | • |  | Musée d'Art Contemporain                | Lyon 6e             | , Cars Région A32 A71                                                                           |
|  | • |  | Cité Internationale - Centre de congrès | Lyon 6e             | , Cars Région A32 A71 Correspondances à Cité Internationale - Transbordeur : ,                  |
|  | • |  | Saint-Clair - Square Brosset            | Caluire-et-Cuire    | , Cars Région A32 A71                                                                           |
|  | • |  | Montée des Soldats                      | Caluire-et-Cuire    | ,                                                                                               |
|  | • |  | Caluire - Place Foch                    | Caluire-et-Cuire    | ,                                                                                               |
|  | • |  | Montessuy Fleming                       | Caluire-et-Cuire    | Correspondances à Montessuy - Gutenberg : ,                                                     |
|  | • |  | Montessuy Calmette                      | Caluire-et-Cuire    |                                                                                                 |
|  | • |  | Impasse Mathieu                         | Caluire-et-Cuire    |                                                                                                 |
|  | • |  | Square Élie Vignal                      | Caluire-et-Cuire    | Correspondances à Margnolles - Pasteur : ,                                                      |
|  | ■ |  | Cuire                                   | Caluire-et-Cuire    | ,                                                                                               |

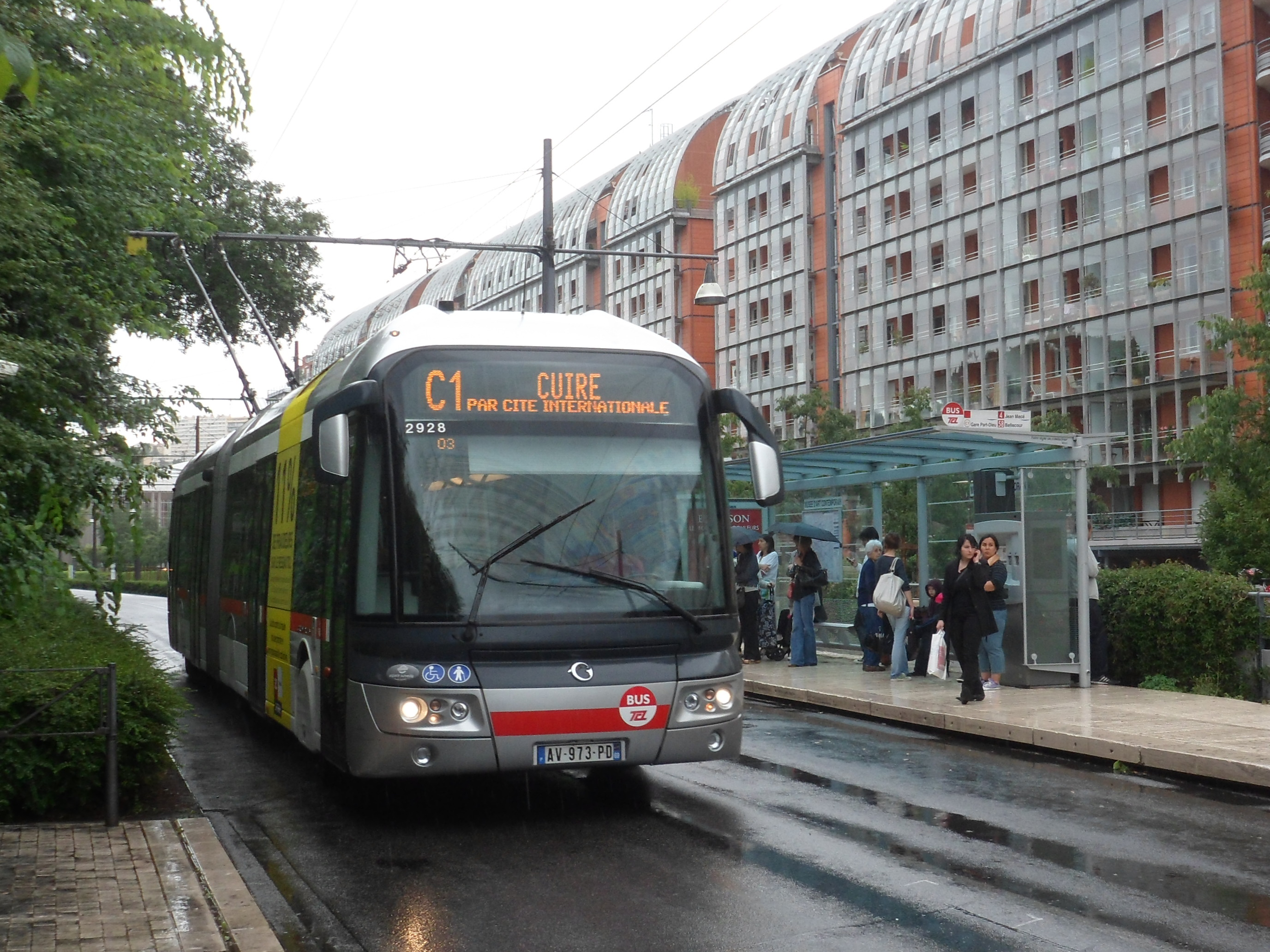
Trolleybus de la ligne C1 sur le site propre de la Cité internationale de Lyon

Toutes les stations de la ligne C1, ainsi que des lignes C2 et C3, sont équipées de bornes du système d'information Visulys à l'exception de Montée des Soldats. Des distributeurs automatiques de titres de transport sont installés sur les quais des stations les plus importantes comme aux terminus. Elles sont toutes accessibles aux personnes à mobilité réduite, y compris aux utilisateurs de fauteuil roulant, les arrêts sont équipés d'une version spécifique des abribus utilisés sur les autres lignes, caractérisés par un toit vitrée, toutefois la signalétique est identique à celle des lignes de trolleybus et de bus classiques.

## Exploitation

### Présentation
La ligne C1 est exploitée par Keolis Lyon délégataire du réseau TCL. Elle fonctionne entre 4 h 45 (6 h 25 les dimanches et jours de fête) et 0 h 58, tous les jours sur la totalité du parcours.
La création de la ligne C5 s’inscrit dans un projet global d’amélioration de l’offre de transports dans le nord de la métropole. Elle a donc pour objectifs de mieux répondre aux attentes de la population habitant ou travaillant dans ces communes en favorisant l’utilisation des transports en commun, de développer une liaison efficace entre Caluire-et-Cuire et Rillieux-la-Pape, soit environ 80 000 habitants au centre de Lyon.

### Temps de parcours et fréquences
Les bus relient Cordeliers à Cuire en une trentaine de minutes. Il y a, en semaine, un bus toutes les sept minutes aux heures de pointe et toutes les dix minutes aux heures creuses, le samedi à raison d'un bus toutes les quinze à vingt minutes le matin, toutes les dix minutes l'après-midi, les dimanches et fêtes à raison d'un bus toutes les vingt à trente minutes le matin, toutes les quinze minutes l'après-midi et un toutes les quinze à trente minutes tous les soirs pour un temps de trajet de 27 minutes, grâce à l'instauration de la priorité aux feux tricolores sur la presque totalité de la ligne. Grâce à la circulation de trolleybus articulés et à une fréquence de passage élevée aux heures de pointe, la ligne peut transporter jusqu'à 9 000 voyageurs par jour.

### Matériel roulant

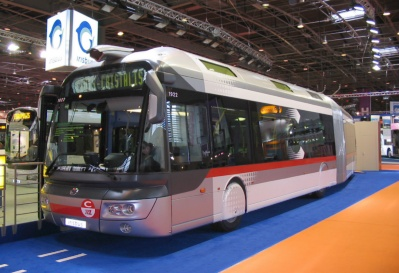
Irisbus Cristalis ETB 18.

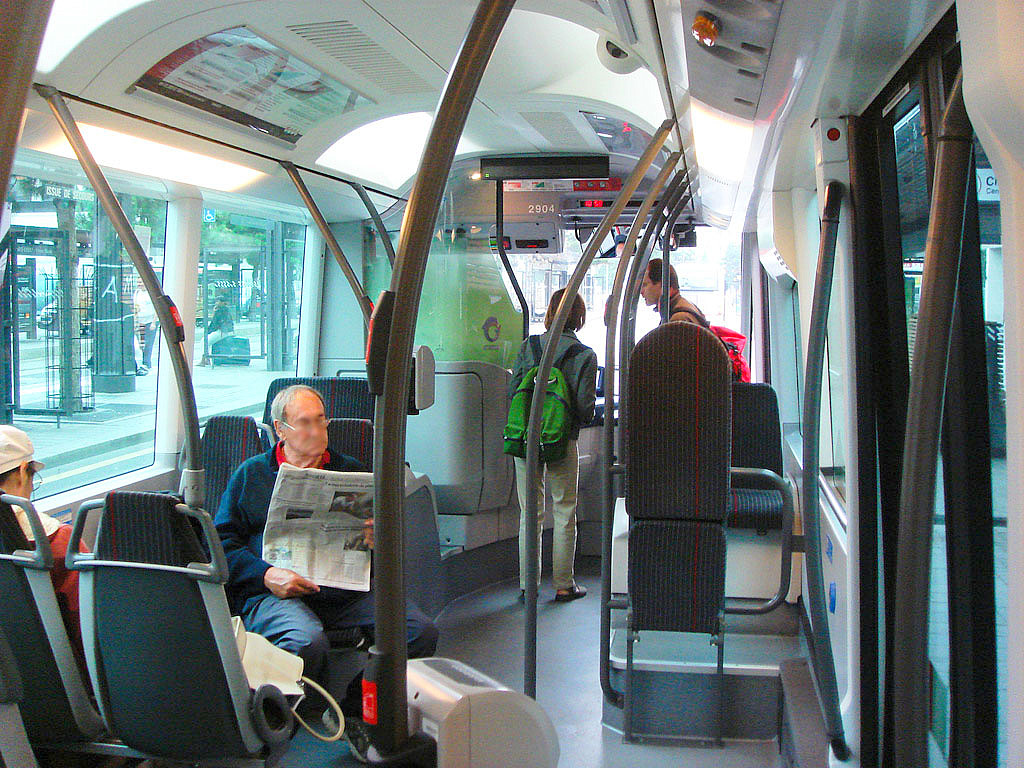
Intérieur d'un véhicule.

Lors de sa mise en service, la ligne est équipée de treize trolleybus articulés Irisbus Cristalis ETB 18 qui se distinguent des Cristalis ETB 12 par une décoration spécifique et propre aux lignes C1 à C3. De plus, ils disposent de 100 places et sont équipés de plancher bas pour faciliter l'accès des personnes à mobilité réduite et des utilisateurs de fauteuil roulant. Ils sont équipés du système d'information Visulys embarqué, et du système i-TCL.
Ces trolleybus sont issues de deux tranches de livraison : les sept premiers trolleybus (nos 2901 à 2907) furent livrés neufs sur la ligne en 2006 à l'ouverture, puis les six derniers (nos 2908 à 2913) vinrent en 2007, ils font partie de la tranche 2901 à 2917 dont les autres véhicules sont affectés à la ligne C2 depuis son ouverture avec les véhicules de la tranche livrée en 2010 (nos 2918 à 2928), caractérisés par des girouettes à diodes, en prévision de l'ouverture de celle-ci et du prolongement du C1. Des véhicules de cette dernière tranche furent affectées sur C1 en attendant la mise en service de la ligne C2.
Aujourd'hui, la ligne est gérée par l'Unité de Transport Nord (UTN). C'est là que sont remisés et entretenus les véhicules de la ligne ainsi que ceux d'une dizaine d'autres lignes dont ceux de la ligne C2, autre ligne majeure du réseau partageant les mêmes caractéristiques.
Lors de travaux ou pendant l'été, la ligne est exploitée avec des Citelis 18.

### Priorité des bus aux carrefours à feux
Un système de priorité pour les bus aux carrefours à feux a été installé à la plupart des carrefours situés sur le tracé de la ligne, y compris sur les tronçons en voie banalisée, notamment à Caluire-et-Cuire.
Les trolleybus sont détectés soit par des boucles magnétiques au sol (par exemple à la Cité Internationale) soit à distance grâce à des balises embarquées communicant par messages envoyés par ondes radio à certains contrôleurs de feux tricolores qui les reçoivent à l'aide d'une petite antenne.

### Tarification et financement

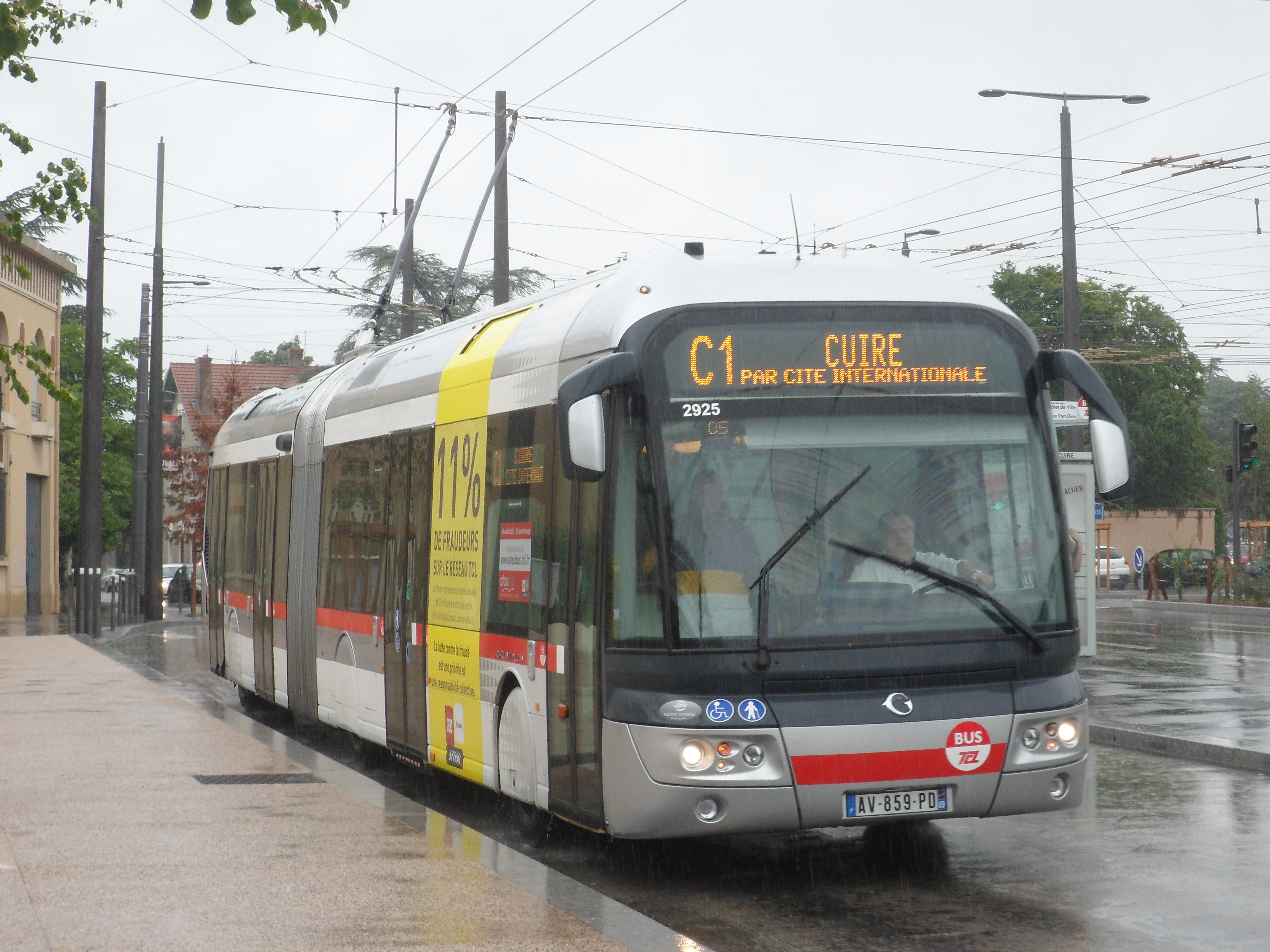
Un Cristalis ETB18 sur la ligne C1, à son terminus Cuire.

La tarification est identique sur l'ensemble du réseau TCL, et est accessible avec l'ensemble des tickets et abonnements existants. Un ticket unité permet un trajet simple quelle que soit la distance, avec une ou plusieurs correspondances possibles avec les autres lignes de bus, tramway, funiculaire et de métro pendant une durée maximale de 1 h entre la première et dernière validation.
Un ticket validé dans un trolleybus permet d'emprunter l'ensemble du réseau, quel que soit le mode de transport. Le trajet retour est autorisé avec le même ticket depuis le 1er janvier 2013 dans la limite d'une heure après sa première validation.
Le financement du fonctionnement des lignes (entretien, matériel et charges de personnel) est assuré par l'exploitant Keolis Lyon. Cependant, les tarifs des billets et abonnements dont le montant est limité par décision politique ne couvrent pas les frais réels de transport. Le manque à gagner est compensé par l'autorité organisatrice, SYTRAL Mobilités. Il définit les conditions générales d'exploitation ainsi que la durée et la fréquence des services.

## Tourisme
La ligne C1 dessert plusieurs lieux d'attraction :
- Le centre commercial régional de La Part-Dieu dans le 3e arrondissement de Lyon ;
- Le parc de la Tête-d'Or dans le 6e arrondissement de Lyon ;
- La Cité internationale dans le 6e arrondissement de Lyon ;
- Le Musée d'art contemporain dans le 6e arrondissement de Lyon ;
- Le Transbordeur, situé sur la commune de Villeurbanne.

## Accident
Le 4 janvier 2011 vers 8 heures 50, le conducteur du Cristalis ETB 18 no 2902 a eu un malaise et a percuté un poteau supportant la ligne aérienne de contact à la sortie du site propre commun entre la ligne C1 et la ligne T1. Le véhicule accidenté a été remis en service vers juin 2012 après un remplacement complet de la face avant en utilisant celle d'un Irisbus Civis de Rouen, réformé depuis plusieurs années.